# Muiredach Muinderg
Muiredach Muinderg mac Forggo  († 489) est un roi Ulaid issu du Dál Fiatach. Il est le fils de Forgg mac Dalláin. Son surnom signifie au « Cou rouge ».

## Biographie
Le Livre de Leinster lui accord un règne de 24 ans soit entre 465 et 489. Sa mort est relevée dans les Annales de Tigernach en 489.Rien d'autre n'est mentionné dans les Chroniques d'Irlande que l'année de sa mort.
Pendant la période qui suit la destruction d'Emain Macha après 450, l'Ulidia connait des bouleversements qui permettent au Dál Fiatach d'émerger comme la puissance dominante de la province et  Muiredach comme le premier roi historique. Selon les généalogie du Dál Fiatach, il reçoit la bénédiction de  Saint Patrick
Le premier centre du pouvoir de cette dynastie parait être situé dans l'actuel comté de Louth à Óchtar Cuillche (Colland) Collon, au sud d'Ardee, (comté de Louth) et ses descendants sont réputés avoir encore occupé ce site au début du VIe siècle.
Les généalogies mentionnent cinq fils de Muiredach dont Eochaid mac Muiredaig Muinderg († 509) et  Cairell mac Muiredaig Muinderg († 532), tous deux roi d'Ulaid. Il est également le père d'une fille Deichter qui aurait épousé successivement deux rois brittonniques Sawyl Penuchel et un certain Canton.

## Sources
- (en) Cet article est partiellement ou en totalité issu de l’article de Wikipédia en anglais intitulé « Muiredach Muinderg » (voir la liste des auteurs), édition du 17 mars 2014.
- (en) Bart Jaski, Genealogical tables of medieval Irish royal dynasties, Dublin, Four Courts Press, 2013 (ISBN 9781846824265), p. 78  Ulaid ː  Tableau-2 Dal Fiatach
- Francis John Byrne (2001), Irish Kings and High-Kings, Dublin: Four Courts Press  (ISBN 978-1-85182-196-9)
- T. M. Charles-Edwards, (2000), Early Christian Ireland, Cambridge: Cambridge University Press  (ISBN 0-521-36395-0)
- Dáibhí Ó Cróinín (2005), A New History of Ireland, Volume One, Oxford: Oxford University Press
- (en) Gearóid Mac Niocaill, Ireland before Vikings, Dublin, Gill & Macmillan, 1972, 172 p.